# Hermann Dieckhoff
Hermann Dieckhoff (* 5. August 1896 in Bentheim; † 14. Dezember 1958 in Berlin) war ein deutscher Schauspieler.

## Leben
Hermann Dieckhoff wurde als Sohn eines Kaufmanns und der Schauspielerin Frederike Waiden in Bentheim an der holländischen Grenze geboren und wuchs in Köln am Rhein auf. Nach seiner Schulzeit wurde er Lehrling bei einer Großbank, war im Ersten Weltkrieg Offizier und arbeitete danach noch viele Jahre im Bankfach, bis hin zum Prokuristen. In dieser Zeit spielte er, nur mit Wissen seiner Mutter, heimlich rings um den Rhein auf kleinen Bühnen hin und wieder Theater. 1929 fuhr er nach Kassel und nach einer Prüfung durch den alten Schauspieler Hermann Böckler spielte er auf der Blumeninsel Siebenbergen bei Kassel von Grillparzer bis Goethe, zuletzt den Faust im Urfaust. Der Weg führte ihn hin zum Berliner Lessing-Theater.
Nach dem Ende der Zeit des Nationalsozialismus, in der er als sogenannter Halbjude nicht auftreten durfte, begann Hermann Dieckhoff in Halle (Saale) bei Karl Kendzia, wurde von Robert Trösch an das Neue Theater im Haus der Kultur der Sowjetunion nach Berlin geholt, um anschließend an das Maxim-Gorki-Theater zu gehen, dem er bis zu seinem Tode angehörte. Er war und blieb ohne schauspielerische Ausbildung.

## Filmografie
- 1951: Die Meere rufen
- 1953: Die Geschichte vom kleinen Muck
- 1953: Jacke wie Hose
- 1954: Ernst Thälmann – Sohn seiner Klasse
- 1954: Stärker als die Nacht
- 1955: Ernst Thälmann – Führer seiner Klasse
- 1956: Besondere Kennzeichen: keine
- 1956: Treffpunkt Aimée
- 1957: Betrogen bis zum jüngsten Tag

## Theater
- 1945: Molière: Der eingebildete Kranke – Regie: Wilhelm Gröhl (Städtische Bühnen Halle/Saale)
- 1946: Curt Goetz: Ingeborg – Regie: Hans-Georg Rudolph (Städtische Bühnen Halle/Saale)
- 1948: William Shakespeare:  Ein Sommernachtstraum – Regie: Hans-Georg Rudolph (Städtische Bühnen Halle/Saale)
- 1948: Hans Schlegel: Donna Diana – Regie: Wilm Dammann (Städtische Bühnen Halle – Freilichtspiele Burghof Giebichenstein)
- 1948: Sophokles: Antigone – Regie: Günther Stark (Landestheater Sachsen-Anhalt Halle/Saale)
- 1949: Friedrich Schiller: Kabale und Liebe – Regie: Hans-Georg Rudolph (Städtische Bühnen Halle/Saale)
- 1950: Georg Kaiser: Zweimal Amphitryon (Ältester) – Regie: Günther Stark (Landestheater Sachsen-Anhalt Halle/Saale)
- 1950: Petra Zehlen: Dramaturgie und Liebe (Studienrat Sommerland) – Regie: ? (Landestheater Sachsen-Anhalt Halle/Saale)
- 1950: Georg Kaiser: Napoleon in New Orleans (Baron) – Regie: Karl Kendzia (Landestheater Sachsen-Anhalt Halle/Saale)
- 1951: Victor Clement: Die Marseillaise (Louis Blum) – Regie: Karl Kendzia (Landestheater Sachsen-Anhalt Halle/Saale)
- 1951: Jan Rojewski: Die Belastungsprobe (Professor) – Regie: Robert Trösch (Neues Theater im Haus der Kultur der Sowjetunion Berlin)
- 1952: Miroslav Stehlik nach A. S. Makarenkow: Der Weg ins Leben – Regie: Werner Schulz-Wittan/Achim Hübner (Maxim-Gorki-Theater Berlin)
- 1953: Julius Hay: Energie (Ministerialrat) – Regie: Otto Lang (Maxim-Gorki-Theater Berlin)
- 1953: Anatolij Surow: Das grüne Signal (General Kondratjew) – Regie: Maxim Vallentin (Maxim-Gorki-Theater Berlin)
- 1953: Iwan Popow: Die Familie (Schachspieler) – Regie: Werner Schulz-Wittan (Maxim-Gorki-Theater Berlin)
- 1954: William Shakespeare: Die Komödie der Irrungen (Aegeon) – Regie: Hans-Robert Bortfeldt (Maxim-Gorki-Theater Berlin)
- 1955: Molière: George Dandin – Regie: Hans-Robert Bortfeldt  (Maxim-Gorki-Theater Berlin)
- 1955: Friedrich Wolf: Das Schiff auf der Donau (Professor Angerer) – Regie: Maxim Vallentin (Maxim-Gorki-Theater Berlin)
- 1956: Henrik Ibsen: Gespenster (Pastor Manders) – Regie: Werner Schulz-Wittan  (Maxim-Gorki-Theater Berlin)
- 1957: Miroslav Stehlik: Bauernliebe (Doudera, Großbauer) – Regie: Werner Schulz-Wittan (Maxim-Gorki-Theater Berlin)
- 1957: Georg Kaiser: David und Goliath (Druckereibesitzer) – Regie: Gerhard Klingenberg (Maxim-Gorki-Theater Berlin)
- 1957: Gert Weymann: Generationen (von Schneidewitz) – Regie: Gert Beinemann (Maxim-Gorki-Theater Berlin)
- 1957: Otto Leck Fischer: Ein Tag für mich (Vater) – Regie: Hans Dieter Mäde (Maxim-Gorki-Theater Berlin)
- 1957: Ewan MacColl: Unternehmen Ölzweig (Regierender Greis von Athen) – Regie: Joan Littlewood (Maxim-Gorki-Theater Berlin)
- 1958: Eduardo De Filippo: Lügen haben lange Beine (Roberto) – Regie: Werner Schulz-Wittan (Maxim-Gorki-Theater Berlin)

## Hörspiele
- 1953: Friedrich Wolf: Krassin rettet Italia (Prof. Behounek) – Regie: Joachim Witte (Hörspiel – Rundfunk der DDR)
- 1956: Leonhard Frank: Wolfgang Amadeus Mozart  – Regie: Joachim Witte (Hörspiel – Rundfunk der DDR)
- 1957: Erhard Rühle: Durch die Wälder, durch die Auen (Heinrich Graf Vitzthum) – Regie: Richard Hilgert (Hörspiel – Rundfunk der DDR)
- 1955: Horst Girra: Aktion Silberring (Kreisarzt) – Regie: Horst Preusker (Kriminalhörspiel – Rundfunk der DDR)

## Synchronisation
| Jahr | Rolle              | Darsteller     | Filmtitel       |
| ---- | ------------------ | -------------- | --------------- |
| 1957 | Dr. Delpuech       | Fernand Ledoux | Männer in Weiss |
| 1958 | Monseigneur Myriel | Fernand Ledoux | Die Elenden     |